# Потрес мозга
Потреса мозга (ПМ) или лакша трауматска повреда мозга  дефинише се као сложен патофизиолошки процес изазван биомеханичким силама, које утичу на функције мозга. У суштини ПМ је енергетски дефицит у мозгу, праћен дисбалансом јона и абнормалностима у мођданом крвотоку. Сила која изазива потрес мозга може бити директна (ударац у главу/врат) или индиректна или импулсна сила која делује на тело.
Потрес мозга обично резултује брзим почетком карактерише се краткотрајним оштећењем неуролошких функција које се убрзо спонтано повлаче. 
Симптоми могу укључивати главобољу, вртоглавицу, губитак равнотеже, преосетљивост на светлост/звук, умор, раздражљивост, несаницу, оштећење вида, потешкоће са памћењем/концентрацијом и емоционалне поремећаје.
У фази непосредно након повреде, не постоји други третман за потрес мозга осим мировања.   Одмор има две веома важне карактеристике када је у питању потрес мозга. Прво, одмор спречава повређену особу да се доведе у опасност док се не опорави довољно о тиме спречила да изазове другу разорну повреду. Друго, одмор омогућава брз почетак опоравка тако да се сва расположива енергија усмерава за помоћ и опоравку неуравнотежених можданих ћелија.
Већина симптома и знакова потреса мозга  повлачи се за 7-10 дана уз одмор, али када знаци и симптоми трају дуже од тога, то стање се означава као синдром након потреса мозга.

## Дефиниције
Једна од ужих дефиниција потреса мозга...стање у коме постоји трауматски изазвана промена менталног статуса, са или без придруженог губитка свести...
Шира дефиниција потреса мозга...траумом изазван физиолошки поремећај у функцији мозга који се манифестује губитком свести, губитком памћења, променом менталног стања или личности или фокалним неуролошким дефицитима...

## Терминологија и етимологија
Потрес мозга - лакша повреда мозга - лакша трауматска повреда мозга (ЛТПМ) - лакша повреда главе (ЛПГ, која се често сматра ужом категоријом).  
Иако се термин „потрес мозга“ и даље користи у спортској литератури заједно са терминима „ЛПГ и „ЛТПМ“, општа клиничка медицинска литература тренутно највише користи  термин лакша трауматска повреда мозга (бТПМ)    
Енглеска реч concussion „потрес мозга“ потиче од латинског concutere, што значи „насилно се трести“  или concussus што значи „последица судара“. 

## Историја
Corpus Hippocraticum, збирка медицинских радова из античке Грчке , помиње потрес мозга, касније преведен на латински као commotio cerebri,  говори о губитку говора, слуха и вида који може бити резултат „потреса или комоције“ (подрхтавање мозга).  Ова идеја о поремећају менталне функције „потресом мозга“ остала је у широком схватању као потреса све до 19. века.
Персијски лекар Мухамед ибн Закарија ал-Рази писао је у 9. веку  о потресу мозга као нечему другачијем од других врста повреда главе.  Можда је био први који је употребио термин „потрес мозга“ и његова дефиниција поремећаја, пролазног губитка функције без икаквог физичког оштећења, поставила је терен за медицинско разумевање поремећаја током неколико векова. 
У 13. веку, лекар Ланфранк из Милана у свом делу Chirugia Magna  за потрес мозга наводи, даби требало правити разлику између потреса мозга и других врста трауматских повреда мозга (иако многи његови савременици то нису снатрали) и расправљао о пролазности симптоми након потреса мозга као последици привременог губитка функције изазваних повредом главе. 
У 14. веку, хирург Ги де Шолијак описује релативно добру прогнозу потреса мозга у поређењу са другим озбиљнијим типовима трауме главе као што су преломи лобање и отворене трауме главе . 
У 16. веку је коришћен је израз „потрес мозга“ којим су описивани симптоми као што су збуњеност, летаргија и проблеми са памћењем.  Амброаз Паре , лекар из 16. века, користио је термин commotio cerebri,  као и изразе  „подрхтавање мозга“, „комоција мозга“ и „потрес мозга“. 
До 17. века, потрес мозга се обично описивао у смислу његових клиничких елемената, али након проналаска микроскопа, више лекара је почело да истражује основне физичке и структурне механизме.  И поред тога, у 17. веку је преовладавало гледиште да повреда није резултат физичке повреде, и ово гледиште је наставило да преовладава током 18. века .  Реч „потрес мозга“ је у то време коришћена да опише стадијум несвести и/или других функционалних проблема који су пре последица можданог удара него физиолошког стања. 
Године 1839. године, Guillaume Depuytren описао  је контузије мозга које укључују многа мала крварења као commotio cerebri,  и показао разлику између несвестице повезане са оштећењем можданог паренхима и несвестице повезане са потресом мозга без таквог оштећења.  
Године 1941. експерименти на животињама су показали да се код потреса мозга не дешавају макроскопска оштећења мозга. 

## Клиничка слика
Клиничку слику ПМ могу карактерисати следећи знаци и симптоми:
- Конфузија, коју карактерише збуњени или празан израза лица.
- Закаснели одговори и емоционалне промене:  на једноставно испитивање, заједно са емоционалном лабилност може постати очигледнија када пацијентпокушава да се избори са својом збуњеношћу
- Бол у глави и/или вртоглавица
- Поремећаји вида, који укључују светлуцање у очима, замагљен вид или двоструки вид
- Амнезија, која може бити присутна као претрауматска (ретроградна) и посттрауматска (антеградна) амнезија. Трајање ретроградне амнезије је прилично кратко, док је трајање посттрауматске амнезије променљивог трајања (од неколико секунди до минута), у зависности од тежине и врсте повреде
- Знаци повећаног интракранијалног притиска, који се манифестују као упорно повраћање (што може указивати на значајну повреду мозга са повезаним повишеним интракранијалним притиском), други знаци повећаног интракранијалног притиска укључују погоршање главобоље, повећану дезоријентацију и промену нивоа свести

## Терапија
Општи консензус унутар истраживачке и медицинске заједнице је да ће све што потенцијално сагорева енергију, као што је ментална стимулација или концентрација, као и физичка вежба, заузврат одложити опоравак! Због тога је током почетног периода опоравка прописује потпуни фузички и конгнитивни одмор. То значи: нема школе, нема домаћег задатка, нема слања порука, нема компјутерских/видео игрица, нема телевизије, нема физичке активности. Често се спортисти охрабрују да седе у мрачној просторији како би били слободни од светлосне стимулације (ово није неопходно, али пацијент може преферирати ово ако је осетљив на светлост).
Употреба лекова треба да буде резервисана за екстремне околности и треба их користити само ако их директно препише лекар који је упознат са повредама потреса мозга.
Следећи стадијуми рехабилитације од повреде потреса мозга подразумевају постепен повратак, прво на когнитивну активност, а затим постепено повећање физичке активности, при чему је свака фаза одвојена периодом од најмање 24 сата. Овај процес мора да надгледа клиничар са опсежном обуком о повредама потреса мозга, јер постоје бројни знаци који би могли одложити опоравак ако се не отклоне правилно. Спортиста не сме имати никакве симптоме ни у једној од фаза да би прешао у следећу фазу. Ако се појаве симптоми, то је индикација да није спреман за сложеност задатка и спортиста треба да се врати на претходну фазу на период од 24 сата пре него што поново покуша следећу фазу. Завршне фазе укључују праћено повећање физичког напора како би се проценио проток крви у мозгу, као и опсежна тестирања неуролошких, менталних и физичких система, како би се осигурало да се ваш мозак опоравио и да сте безбедни да се вратите у активност без изазивања даљег оштећења.

## Прогноза
Према досадашњим сазнањима већа је вероватноћа да ће они који су имали потрес мозга доживети још један сличан догађај, посебно ако се нова повреда догоди пре него што симптоми претходне потпуно нестану.  Из непознатих разлога, иза првог претрпљеног потреса мозга значајно се повећава ризик настанка поновљеног потреса мозга. 
Потрес мозга има стопу смртности од скоро нуле.  У већини случајева симптоми се повлаче у року од неколико недеља, али неки проблеми могу трајати дуже,  иако ретко постају трајни а опоравак је генерално одличан. 
На укупну прогнозу опоравка могу утицати многи фактори, укључујући:
- старост у тренутку повреде,
- интелектуалне способности,
- породично окружење,
- расположиви систем социјалне подршке,
- професионални статус,
- стратегије суочавања и ситуацију.

Пацјентима старијим од 55 година може бити потребно више времена да се излече или се могу непотпуно опоравити. Такође, показало се да фактори као што су претходна траума главе или коегзистирајућа медицинска стања могу утицати на дуготрајније симптоме након потреса мозга.  
Други фактори који могу да продуже време опоравка укључују психијатријске проблеме, као што су злоупотреба супстанци или клиничка депресија, лоше здравље које је претходило повреди или додатне повреде услед повреде и стрес.
Дужи периоди амнезије или губитка свести који се јављају убрзо након повреде могу резултирати дужим временом опоравка од преосталих симптома.  Остали важни фактори укључују бављење контактним спортом велике брзине, као што су фудбал, рагби, хокеј на леду, бокс…  
Прогноза може бити различита између одраслих и деце; Мало је истраживања о потресима мозга код деце, иако постоји забринутост да би тешка траума могла да омета развој њиховог мозга. 
Студија из 2009. године открила је да појединци који су доживели вишеструке трауме могу доживети смањене физичке и менталне перформансе. У поређењу са својим вршњацима без потреса мозга, они који су преживели потрес мозга показују ефекте као што су епизодични губитак памћења и оштећен одговор мишића.  Поновљена траума може повећати ризик у каснијем животу од развоја деменције , Паркинсонове болести и депресије . 

### Синдром после потреса мозга
Код синдрома након потреса мозга, симптоми могу бити присутни недељама, месецима или чак годинама, а повремено могу бити трајни.  У отприлике 10%-20% случајева, пријављени су постпотресни синдроми који трају више од месец дана.  Симптоми могу укључивати главобољу, вртоглавицу, мучнину , повраћање , умор, анксиозност, фотофобију , недостатак памћења и концентрације, проблеме са спавањем и раздражљивост.  За ово стање не постоји научно доказано лечење, осим препоруке мировања, лека са ограниченим ефектима.  Симптоми обично нестају сами од себе у року од неколико месеци.  Дуго се расправљало да ли је синдром последица структурног оштећења или других фактора, као што су психолошки, или комбинације ових. 

### Кумулативни ефекти
Кумулативни ефекти потреса мозга су слабо схваћени, посебно код деце. Озбиљност повреда и њихови симптоми могу се погоршати са накнадним повредама, чак и ако се следећи догађај деси месецима или годинама касније.  Симптоми могу бити јачи и промене у неурофизиологији се могу јавити након трећег потреса мозга.  Истраживања спортиста који су претрпели потрес мозга довела су до опречних резултата о томе да ли могу имати дуже време опоравка након поновљене трауме и да ли се могу јавити кумулативни ефекти, као што су оштећење когниције и памћења. 
Кумулативни ефекти могу укључивати психијатријске поремећаје и дуготрајни губитак памћења. На пример, утврђено је да је ризик од развоја депресивног поремећаја значајно већи код пензионисаних фудбалера са историјом три или више потреса мозга него код оних који никада нису имали ниједан.  Доживљај три или више потреса мозга био је у корелацији са пет пута већом шансом за развој Алцхајмерове болести и три пута већом шансом да се доживи дефицит памћења. 

### Хронична трауматска енцефалопатија
Хронична трауматска енцефалопатија је пример кумулативног оштећења које може настати као резултат вишеструких траума или мање јаких удараца у главу. Стање се раније називало "деменција пугилистица", након што је први пут примећено код боксера. Стање може довести до когнитивних и физичких хендикепа, као што су проблеми с паркинсонизмом , поремећаји језика и памћења, спора ментална обрада, тремор, депресија и неприкладно понашање.  Хронична трауматска енцефалопатија дели неке карактеристике Алцхајмерове болести.
Утврђено је да одређене особе могу имати генетске предиспозиције за развој оштећења након трауме главе.  Студија из 1997. године истакла је корелацију између гена који кодира аполипопротеин Е епсилон-4 (апоЕ-е4), за који се такође сматра да је одговоран за Алцхајмерову болест, и већег ризика од развоја хепатичне енцефалопатије.  Очекује се да ће, са напретком молекуларне биологије , у будућности бити могуће идентификовати спортисте са предиспозицијама за лошију прогнозу након потреса мозга од младости и усмерити их на мање ризичне спортске активности. 

### Синдром другог удара
„Синдром другог удара“ (СМУ), први су описали Saunders и Harbaugh 1984.  године, и у њему навели...да се мозак опасно увећава након мањег ударца, и да се може се јавити у веома ретким случајевима.  
СМУ се може развити код људи који добију другу трауму неколико дана или недеља након потреса мозга, а пре него што симптоми потреса мозга нестану.  Нема сигурности у вези са физиологијом ове често фаталне компликације, али се уобичајено верује да до синдрома долази зато што мождане артериоле губе способност да регулишу свој пречник, што доводи до губитка контроле над церебралним протоком крви. Како се оток шири , интракранијални притисак такође брзо расте.  Може доћи до хернијације мозга, а мождано стабло може престати да функционише у року од пет минута.  Осим у боксу, сви познати случајеви су се десили код спортиста млађих од 20 година.  
Због веома ограниченог броја документованих случајева, дијагноза је контроверзна, а постоје сумње у њену валидност.

## Превенција
Случајеви потреса мозга могу се избећи усвајањем општих мера превенције, као што су 
- коришћење сигурносних појасева и уградња ваздушних јастука у аутомобиле.
- ношење танких, равних ципела са тврдим ђоном, од стране старијих особа, које не ометају равнотежу
- употреба заштитни уређаји, као што су шлемови, показали су се корисним у смањењу случајева потреса мозга код спортиста, мотоциклиста, јахача коња, бициклиста, скијаша...